# Edition Wilhelm Hansen
 For alternative betydninger, se Wilhelm Hansen.
Wilhelm Hansen Musikforlag grundlagdes i 1857 som beskeden musikhandel og nodegravør og er nu det største og mest fremtrædende musikforlag i Skandinavien. Music Sales købte i 1988 Wilhelm Hansen Musikforlag som videreføres som koncernens skandinaviske afdeling.
Wilhelm Hansen-kataloget indeholder de mest berømte skandinaviske komponister, fra etablerede mestre som Grieg, Sibelius og Carl Nielsen til samtidens danske klassiske komponister såsom Per Nørgård, Bent Sørensen, Poul Ruders og Hans Abrahamsen såvel som mangerytmiske, fx Sebastian, Thomas Blachman og Jacob Groth. Andre nutidige nordiske komponister som Arne Nordheim, Asbjørn Schaathun, Britta Byström og Jouni Kaipainen er også en del af Wilhelm Hansens katalog.
Under Wilhelm Hansen Musikforlag hører Storyville Records, det ældste uafhængige jazz label i Europa, og pladeselskabet Exlibris Musik.
Wilhelm Hansen Musikforlag producerer og udgiver en række forskellige sangbøger, bøger og cd'er til undervisningsbrug og promotion-formål og er den største leverandør af trykte noder i Skandinavien. Desuden repræsenterer forlagets nodebibliotek hele koncernens komponister samt velrenommerede firmaer som Faber og Sikorski.
Tine Birger Christensen er femte generation i Wilhelm Hansen-familien og er i dag bestyrelsesformand for Wilhelm Hansen Musikforlag. Hendes datter Louise-Marie Törnqvist er sjette generation og nu administrerende direktør for forlaget. Hun fortsætter husets traditioner ved både at udvide selskabets aktiviteter til andre medieplatforme og formater og ved at styrke båndene til de mere traditionelle musikforlagsområder.
Historie:
Edition Wilhelm Hansen (tidl. Wilhelm Hansen, Musik-Forlag) er et dansk musikforlag, grundlagt i 1811 af H.S. Grisson og I.G. Christiani (død 1833) under firmanavn: Christiani & Grisson; overtaget i 1857 af Wilhelm Hansen (1821-1904). I 1879 købtes C.C. Lose's Musikhandel og Horneman & Erslevs Musikforlag.
C.C. Lose's Musikhandel blev grundlagt i 1793 af den franske emigrant E.F.I. Haly og i 1802 overtaget af C.C. Lose d. æ. (1787-1835). Horneman & Erslevs Musikforlag blev grundlagt i 1844 af Emil Horneman (1809-1870) med C.W. de Meza som kompagnon. I 1910 købtes A/S Nordisk Musikforlag, grundlagt i 1880 af Henrik Hennings (1848-1923). I 1887 oprettedes en filial i Leipzig, i 1908 søsterselskabet Norsk Musikforlag A/S i Oslo og i 1915 søsterselskabet A/B Nordiska Musikforlaget, Stockholm.
Wilhelm Hansen var gravør og kobbertrykker, men var på vej til at blive slidt ned af arbejdet. Derfor åbnede han en papir- og nodehandel i en kælder på Kongens Nytorv og senere et trykkeri. Ved købet af C.C. Lose's Musikhandel, som C.F. Borchorst havde suppleret med adskillige andre musikforlag, fik Wilhelm Hansen en ledende position på markedet. Endnu manglede firmaet dog solide kontakter til komponisterne, men via C.C. Lose d.y. og Emil Horneman fik Wilhelm Hansen etableret disse kontakter. Efter Wilhelm Hansen overtog sønnerne Alfred Wilhelm Hansen (1854-1923) og Jonas Wilhelm Hansen (1850-1919) ledelsen.
Forlaget blev derfor efterhånden centrum for en række danske komponisters udgivelser. I forretningen kom Niels W. Gade og J.P.E. Hartmann samt den nye generation Hakon Børresen, Franz Neruda, Otto Malling, Louis Glass, Fini Henriques og i mange år også Carl Nielsen.
Slutningen af 1800-tallet var en opgangstid for musikken med etablering af forlystelsessteder som National Scala og Dagmarteatret, hvis musiknumre borgerskabet selv ville øve sig på hjemme ved klaveret. I 1895 støttede Wilhelm Hansens musikforlag etablerinen af de folkelige Palækoncerter, som også udvidede den generelle interesse for klassisk musik. På førstesalen i Gothersgade havde C.F.E. Hornemans konservatorium til huse, og hans elever havde således også deres gang i forretningen.
Fra 1920 var indehaverne Asger Wilhelm Hansen (1889-1976) og Svend Wilhelm Hansen (1890-1960), som overtog en butik, der var blevet udvidet og ombygget i 1916-18. I samme periode blev de nævnte filialer i udlandet oprettet. I 1920'erne udgav også flere store udenlandske navne værker hos forlaget, bl.a. Igor Stravinskij, Arnold Schönberg og Francis Poulenc. Da var allerede en del nordiske komponister, i stald hos forlaget; således Wilhelm Stenhammar, Hugo Alfvén og Johan Svendsen.
På trods af stigende konkurrence fra radio bevarede Wilhelm Hansen sin ledende position. Leipziger-afdelingen, som helt lukkede under 2. verdenskrig, blev genskabt i Frankfurt am Main i 1951, og i 1957 indledtes et samarbejde med J.& W. Chester i London. I 1960 tog fjerde generation over, Hanne Wilhelm Hansen (1927-2003) og Lone Wilhelm Hansen (1929-1994). Og en ny generation af komponister blev udgivet, fx Per Nørgård, Vagn Holmboe, Niels Viggo Bentzon, Ib Nørholm og Hans Abrahamsen.
I 1988 besluttede man at sælge musikforlaget, mens Wilhelm Hansen A/S selv beholdt en del af firmaets øvrige aktiviteter.
Firmaet lå indtil ca. 1990 i Gothersgade 9-11, hvor C.C. Lose's Musikhandel havde ligget siden 16. juli 1821. Wilhelm Hansen Fonden ligger stadig på adressen.